# Enthoven & Co
Enthoven & Co was een Nederlands metaalbewerkingsbedrijf met een in de loop de tijden wisselend productiepakket en dito werkzaamheden (bestaande uit ijzergieterij, koper- en loodpletterij en -trekkerij en constructiewerkplaats), in 1824 gevestigd te Den Haag en van 1905 tot 1974 te Delft.

## Oprichting en groei
In 1824 richt E.B.L. Maritz, zoon van de leider van de geschutgieterij te Den Haag samen met L.I. Enthoven een metaalpletterij op onder de naam E.B.L. Maritz & Comp. Mede onder invloed van de Belgische afscheiding  volgt in 1830 een uitbreiding met een loodpletterij en -trekkerij en een ijzergieterij en -pletterij. De ijzergieterij wordt in 1837 uitgebreid op een nieuw verworven aangrenzend terrein. Er zijn 300 arbeiders werkzaam. In 1848 trekt Maritz zich terug uit het bedrijf en gaat de firma verder onder de naam L.I. Enthoven & Co. In 1872 telt het bedrijf 550 arbeiders, 1889 727 en 1897 775. 
Het productiepakket ondergaat in de loop der tijd een behoorlijke verandering. Rond 1850 is er een uiteenlopende waaier van activiteiten in de metaalsector, zowel ijzer als non-ferro. Het gieten van grote ijzeren standbeelden is een van de specialiteiten naast molenassen. Maar ook kleinere gietijzeren voorwerpen als tuinmeubilair, ledikanten en haarden horen tot het standaardassortiment. Daarnaast onder meer zinkwit, roodkoper en loodpijpen maar ook machinerieën zoals een geoctrooieerde weegkraan waarmee Enthoven succesvol is op de Wereldtentoonstelling in Londen 1851. In beperkte mate worden ook stoommachines en -ketels vervaardigd. Een belangrijke specialiteit wordt apparatuur voor de opkomende steenkoolgasfabricage: gashouders, zuiverkisten. Daarnaast ook constructiewerk, met name bruggen. Ook vuurtorens (Wemeldinge, Hansweert, Borssele, Vlakken Hoek (Sumatra)) en zeekapen (Rottumeroog). Verder: patroonfabricage 
Het laatste kwart van de negentiende eeuw gaat het zwaartepunt steeds meer naar constructiewerk: bruggen en gebouwen, spoorwegmateriaal (wissels, draaischijven, hersporingstoestel maar ook tramwegrijtuigen en onderstellen)  

## Delft
In 1905 verhuist de onderneming naar een bedrijfsterrein aan de Schie, naast de Nederlandse Kabelfabriek. Het bedrijf is een van de grotere constructiewerkplaatsen van Nederland met onder meer bruggen en spoorwegmaterieel als draaischijven, kruisingen en wissels. Daarnaast heeft het als specialiteit gashouders, waarbij het rond 1930 een eigen systeem ontwikkeld, de schroefgashouder. Daarvan wordt in 1958 het 50ste exemplaar afgeleverd. In 1958 wordt een montageterrein te Gouderak verworven, bedoeld voor de eindmontage en afvoer van grote constructiewerken. In 1966 wordt de Pletterij (dan nog 350 arbeiders) onderdeel van het Nederhorst concern, waarmee het in 1975 mede ten onder gaat.

## Pletterij-Nederhorst
In 1923 vestigt de Pletterij een (tijdelijke) nevenvestiging (inclusief een huisvestingsdorp) te Curacao voor de bouw van opslagtanks voor de Bataafse Petroleum Maatschappij. In mei 1940 vestigen zowel De Pletterij als het bouwbedrijf Nederhorst zicht statutair te Willemstad en gaan daar samenwerken onder de naam Combinatie Pletterij-Nederhorst. Deze exploiteert onder meer een scheepsreparatiebedrijf en bouwbedrijf ter plaatse. In 1947 neemt het het Wilhelminadok over van Shell. 
Erfenis 
In Nederland maar ook in het buitenland (met name in voormalige koloniën maar ook in Zuid-Afrika) zijn nog diverse ijzerwerken te vinden. 

## Links en literatuur
- Stichting Joods Erfgoed in Den Haag,
- Stichting Haags Industrieel Erfgoed, Enthoven, L.I. & Co (1824 – 1972)
- Koos Havelaar, Familie Enthoven in: J. Visser (et al.), Nederlandse ondernemers 1850-1950. Noord-Holland, Zuid-Holland. ISBN 9789057308857 Walburg Pers, Zutphen, 2013, pag. 210-217 (met literatuurverwijzingen)
- Jubileumnummer Klink-klaar, Orgaan van en voor het personeel van n.v. De Pletterij voorheen L.I. Enthoven & Cie. 2 (1958), nummer 2
- P. H. Enthoven, De metaalpletterij en ijzergieterij L.I. Enthoven en Co: sporen van een 19e-eeuws Haags grootindustrieel metaalbedrijf Gemeente Den Haag, 1996
- H A H Hartogh, Een kijkje in de fabriek der Heeren L I Enthoven & Co. te 's Hage, 1863
- Johan Gram , 1893, p. 80-84